# Franska stenarna
Franska stenarna is een Zweeds eiland behorend tot de Lule-archipel. Het eilandje ligt in het noorden van de Botnische Golf. Het heeft geen oeververbinding en is onbebouwd.